# Surance
Surance est une ancienne commune française du  département des Vosges en région Grand Est. Elle est rattachée à celle de Gruey en 1842 pour former la commune de Gruey-lès-Surance.

## Toponymie
Anciennes mentions : Seurance (1611), Surance (1663), Surrance (1678), Surence (1790).

## Histoire
Avant la Révolution française, cette localité fait partie de la Franche-Comté dans le bailliage de Vauvillers.
Une loi du 4 juin 1842 réunit les communes de Gruey et de Surance en une seule sous le nom de Gruey-lès-Surance.

## Démographie
| 1793 | 1800 | 1806 | 1821 | 1831 | 1836 | 1841 |
| ---- | ---- | ---- | ---- | ---- | ---- | ---- |
| 86   | 73   | 110  | 92   | 89   | 91   | 107  |